# Tsingtao sör

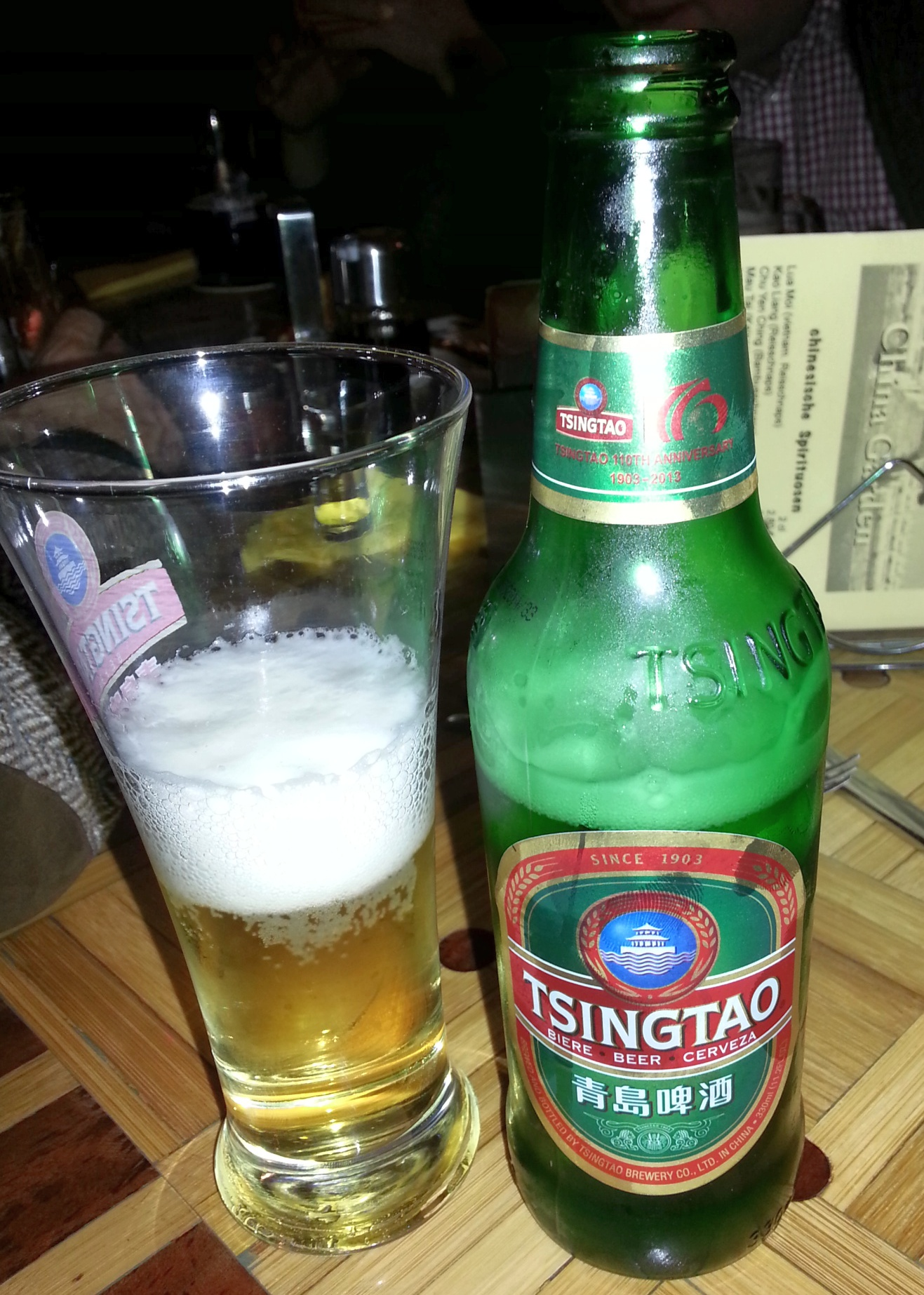
Tsingtao sör

A Tsingtao (; magyar átírás: Csingtao) egy sörmárka és sörfőzde Csingtaóban, Kínában. Jelenleg ez Kína legnagyobb sörgyára és vezető sörmárkája, hazai piaci részesedése kb. 12%. A cég termékeit ma a világ több mint 50 országába exportálják, a teljes kínai sörexport több mint 50%-át adja.

## Történelem
A sörfőzdét német telepesek alapították 1903-ban azzal a céllal, hogy német stílusú sört gyártsanak főként a Kínában élő németeknek és európaiaknak. 1915-től a német cégvezetést japán menedzsment váltotta egészen 1945-ig. 1949-től állami tulajdonba került, a ’90-es években privatizálták. A vállalat ma több sörgyár tulajdonosa Kínában.

## Termékek
- Tsingtao Lager (alkoholtartalom: 4,8% v/v.)
- Tsingtao Pure Draft (alkoholtartalom: 4,8% v/v.)